# El niño rojo
El niño rojo es una miniserie televisiva chilena escrita y dirigida por Ricardo Larraín que relata la infancia y juventud del héroe de la independencia Bernardo O'Higgins. La miniserie de tres capítulos fue emitida por MEGA del 30 de septiembre al 14 de octubre de 2014 y fue presentada por la periodista Catalina Edwards.
El niño rojo también tiene una versión filme que forma parte de la serie Libertadores, un proyecto cinematográfico surgido en la Televisión Española en 2009 que busca realizar una serie de películas sobre el pensamiento y la vida de 8 próceres latinoamericanos.
Ricardo Larraín ya había dirigido en 2007 el telefilme O'Higgins, vivir para merecer su nombre como parte de la miniserie Héroes de Canal 13.

## Argumento
La miniserie recrea la infancia y juventud de Bernardo O'Higgins, desde su nacimiento hasta su transformación en Libertador de Chile. Se enfoca principalmente en el aspecto humano de O'Higgins; así, se enfatizan aspectos poco conocidos como su contacto con la cultura mapuche a temprana edad, su amistad con Francisco de Miranda en Londres, su ingreso en la Logia Lautaro y, especialmente, el peso que representó tener que cargar con el secreto de ser el hijo ilegítimo del gobernador de Chile y virrey del Perú, Ambrosio O'Higgins, así como su difícil relación con éste.

## Elenco
- Daniel Kiblisky - Bernardo O'Higgins Riquelme
  - Francisco Ibarra - Bernardo O'Higgins Riquelme (Niño)
  - Ignacio Plaggés - Bernardo O'Higgins Riquelme (Adolescente)
- Fernando Cia - Ambrosio O'Higgins
- Ana Burgos - Isabel Riquelme
- Álvaro Espinoza - Marqués de Avilés
- Carlos Morales - Cosme
- Rodrigo Soto -  Francisco de Miranda
- Gabriela Arancibia - Nodriza
- Vilma Verdejo - Juana Olate
- Daniel Antivilo - Bandolero Argentino
- Paula Edwards - Charlotte Eeles
- Aníbal Reyna - Juan Albano Pereira
- Zenan Delaney - Timothy Eeles
- Elsa Quinchaleo - Machi
- Arnaldo Berríos - Agustín de Jáuregui
- Sergio Schmied - Fray Gil Calvo
- Elvis Fuentes - Fray
- Hernán Vallejo - Simón Riquelme
- Luis Arenas - Juan Martínez de Rozas
- Belén Blaise - Rosa Rodríguez Riquelme